# Бронетанкова розвідка

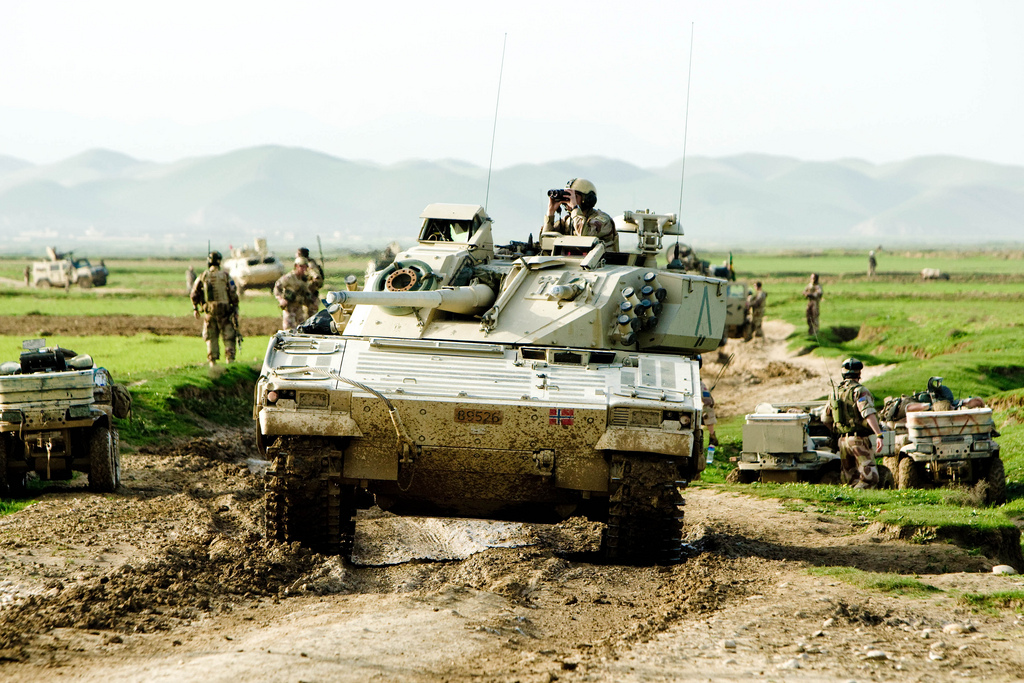
Броньована розвідувальна машина CV90 норвезької армії патрулює в Афганістані.

Бронетанкова розвідка — це поєднання наземної розвідки з бронетехнічною бойовою діяльністю солдатів за допомогою танків і колісних або гусеничних броньованих розвідувальних машин. У той час як місія розвідки полягає в зборі розвідувальних даних про противника за допомогою розвідувальних машин, броньована розвідка додає здатність боротися за інформацію, а також впливати на ворога та формувати його шляхом виконання традиційних броньованих завдань.
Тоді як очікується, що звичайні розвідники або проникнуть у лінію противника, уникаючи контакту, або відступлять перед лицем чогось іншого, ніж розвідувальні групи противника, очікується, що броньована розвідувальна група зможе прорвати лінію противника, переважаючи передові елементи прикриття. Очікується, що бронетанкові розвідувальні підрозділи приведуть у втечу розвідувальні підрозділи противника, змусять відступити екрани, працюватимуть над тим, щоб порушити логістику та комунікаційні лінії, а також пройти достатньо глибоко в тил противника, щоб розвідати основні дислокації та табори ворожих сил. Броньовані розвідувальні машини та тактика здатні відбити будь-яку легку передову одиницю, яку може виставити супротивник, і теоретично знаходяться в рівних умовах з броньованими основними елементами сил противника.

## Бронетанкові розвідувальні підрозділи по країнах
В Австралійській Армії основною розвідувальною машиною є броньована розвідувальна машина ASLAV, яка є австралійською версією LAV 25. Армійські резервні полки використовують легку кавалерійську патрульну машину, або автомобіль регіонального спостереження, який є варіантом Land Rover Perentie.
Бронетанкові розвідувальні/кавалерійські полки в Австралійській Армії
1. 1-й бронетанковий полк
2. 2-й кавалерійський полк
3. 2-й/14-й легкий кінний полк (Квінслендська кінна піхота)

### Бельгія
Бельгійська армія має два бронетанкові розвідувальні полки
1. 1-й стрілецький полк — Навідники
2. 2-й/4-й стрілецький полк

### Канада

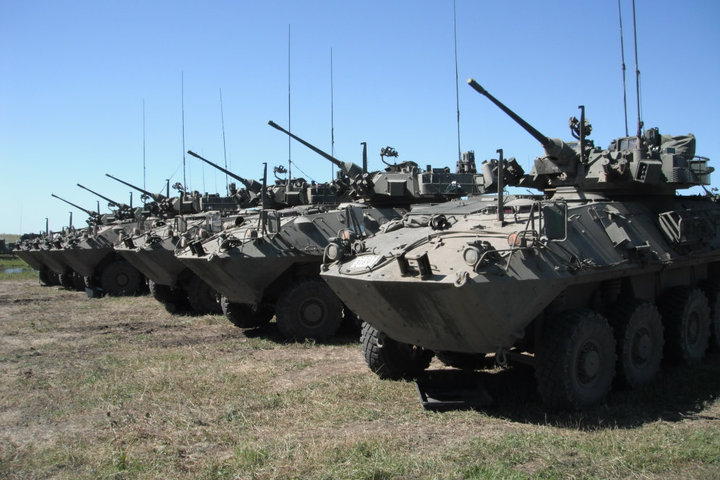
Розвідувальні машини Coyote з го сліпого канадського полку

У канадській армії розвідка формуванням зазвичай проводиться переважно бронетанковими полками дивізій, які збирають і борються за інформацію, а також виконують більш традиційні завдання бронетехніки, такі як захоплення, проникнення та експлуатація. З 1992 року в Канаді не було дивізійного бронетанкового розвідувального полку. Хоча сьогодні в регулярних силах немає бронетанкових розвідувальних полків, кожен бронетанковий полк регулярних сил надає кожній механізованій бригаді формований броньований розвідувальний загін, оснащений броньованими автомобілями. Кінні лорда Страткони («Королівські канадці») — це важкий танковий полк із двома ескадрильями танків і однією ескадрильєю броньованих машин, тоді як Королівські канадські драгуни та 12-й Бронетанковий полк Канади — це важкі бронеавтомобільні полки з трьома бронеавтомобілями. ескадрильї кожна та одна спільна танкова ескадрилья.
Незважаючи на те, що полки резервних сил продовжують називатися бронетанковими розвідувальними полками, після втрати середнього танка з їхньої організації вони фактично використовувалися лише для легкої розвідки (розвідників).
Бронетанкові розвідувальні полки в резерві.
1. Кінна гвардія генерал-губернатора
2. Гвинтівки Галіфакс (RCAC)
3. 8-й канадський гусарський полк (принцеси Луїзи)
4. Полк Онтаріо (RCAC)
5. Королевські йоркські рейнджери (1-й американський полк) (RCAC)
6. Шербрукські гусари
7. 12-й Бронетанковий полк Канади (Milice)
8. 1-й гусарський
9. Полк острова Принца Едуарда (RCAC)
10. Королівські канадські гусари (Монреаль)
11. Полк Британської Колумбії (герцог Коннотський)
12. Легкий кінь Південної Альберти
13. Саскачеванські драгуни
14. Королівський полк Калгарі (RCAC)
15. Драгуни Британської Колумбії
16. Форт Гаррі Хорс
17. Корпусний полк (RCAC)
18. Віндзорський полк (RCAC)

### Данія
У данській армії є лише один бронетанковий розвідувальний батальйон.
1. 3-й батальйон (III/GHR) гвардійського гусарського полку (Gardehusarregimentet)

Наступні данські розвідувальні підрозділи були розформовані після холодної війни:
1. 5-й батальйон (V/JDR) розформований у 2005 р. (Ютландські драгуни) Jydske Dragonregiment
2. Recce-Squadron (шість M/41DK1 Walker-bulldog), розформований у 2000 році (Борнхольмська гвардія) Bornholms Værn. На острові Борнгольм

### Німеччина
У 2005 році розвідувальні підрозділи німецької армії були реорганізовані. Колишні Panzeraufklärungstruppe («корпус бронетанкової розвідки»), Fernspähtruppe («корпус дальньої розвідки»), Feldnachrichtentruppe та підрозділи БПЛА Artillerietruppe («артилерійський корпус») були об'єднані в новий Heeresaufklärungstruppe («корпус армійської розвідки»).
Зараз німецька армія оперує п'ятьма розвідувальними батальйонами і п'ятьма самостійними ротами:
- Бронетанкова розвідка
  - Aufklärungslehrkompanie 90, Мюнстер
  - Aufklärungskompanie 210, Августдорф
- Далека розвідка
  - Fernspählehrkompanie 200, Pfullendorf
- Повітряно-десантна розвідка
  - Luftlandeaufklärungskompanie 260, Цвайбрюккен
  - Luftlandeaufklärungskompanie 310, Зедорф

Розвідувальні батальйони:
- Aufklärungslehrbataillon 3, Люнебург
- Aufklärungsbataillon 6, Eutin
- Aufklärungsbataillon 8, Freyung
- Aufklärungsbataillon 13, Gotha
- Gebirgsaufklärungsbataillon 230, Фюссен

Резервні одиниці:
- Aufklärungsbataillon 910, Гота
- Aufklärungsbataillon 911, Фюссен
- Aufklärungsbataillon 912, Люнебург

Кожен батальйон (окрім Aufklärungslehrbataillon 3) складається з чотирьох рот:
1. Штаб-квартира та компанія підтримки: Перша рота забезпечує батальйон зв'язком, обслуговуванням і транспортом.
2. Бронетанкова розвідувальна рота: Бронетанкова розвідувальна рота оперує всіма автомобілями Fennek батальйону. Вони організовані в шість взводів по чотири машини. Два феннеки формують «розвідницький загін» (Spähtrupp).
3. Легка розвідувальна рота: До складу легкої розвідувальної роти входять три взводи HUMINT (Feldnachrichtenzüge) і один взвод розвідників, оснащений шістьма Дінго.
4. Компанія БПЛА: Четверта рота керує двома взводами БПЛА з LunaX і KZO. Є також радіолокаційний взвод, оснащений вісьмома Dingo та радіолокаційною системою BÜR

### Гана
Бронетанковий розвідувальний полк Гани є найстарішим бронетанковим підрозділом армії Гани. Він був сформований за здобуття країною незалежності в 1957 році і складається з двох ескадрилій. Полк з відзнакою служив у різноманітних африканських миротворчих місіях і частково оснащений бронеавтомобілями EE-9 Cascavel і Ratel-90.
1. 1-й ганський бронетанковий розвідувальний полк

### Кенія
Кенійська армія має єдиний бронетанковий розвідувальний батальйон, оснащений переважно бронеавтомобілями Panhard AML-90.
1. 76 АРБ (розвідувальний бронетанковий батальйон)

### Нідерланди
Нідерландська армія має один полк, полк Huzaren van Boreel, який був названий на честь Віллема Франсуа Бореля. Полк складається з чотирьох ескадрилій: дві ескадрильї належать до батальйону ISTAR, а дві інші належать до однієї з двох нідерландських механізованих бригад. Різниця в організації між ескадриліями ISTAR і бригадними ескадрильями полягає в тому, що кожна ескадрилья ISTAR має групу тактичного повітряного управління для безпосередньої підтримки з повітря, а дві бригадні ескадрильї мають секцію FST. Усі ескадрильї навчені діяти повністю незалежно. У них є власне матеріально-технічне забезпечення, у всіх патрулях є зв'язківці та медики спецназу для екстрених ситуацій. Навчальні та операційні процедури всіх ескадрилій дуже схожі, хоча ескадрильї ISTAR більше зосереджені на місіях не бригади, а національного командування. Всі ескадрильї перебували в бойових діях на півдні Афганістану.

### Нова Зеландія
Армія Нової Зеландії має лише одну ескадрилью, яка виконує бронетехнічну розвідку. Це також єдина резервна бронетанкова ескадрилья.
1. Навісні рушниці королеви Олександри
2. 4-й стрілецький полк Вайкато у складі 6-ї батальйонної групи Хауракі

### Норвегія
Норвезька армія має дві броньовані розвідувальні ескадрильї.
1. Tropp 2/ Pansret Oppklarning частина кавалерійського ескадрону в батальйоні Telemark
2. Tropp 2/ Pansert Oppklarning частина Кавалерійського ескадрону в танковому батальйоні

### Шрі Ланка
Армія Шрі-Ланки має п'ять розвідувальних полків, прикріплених до бронетанкового корпусу Шрі-Ланки.
- 1-й розвідувальний полк SLAC
- 3-й розвідувальний полк SLAC
- 5-й розвідувальний полк SLAC
- 6-й розвідувальний полк SLAC
- 8-й розвідувальний полк SLAC

### Південна Африка

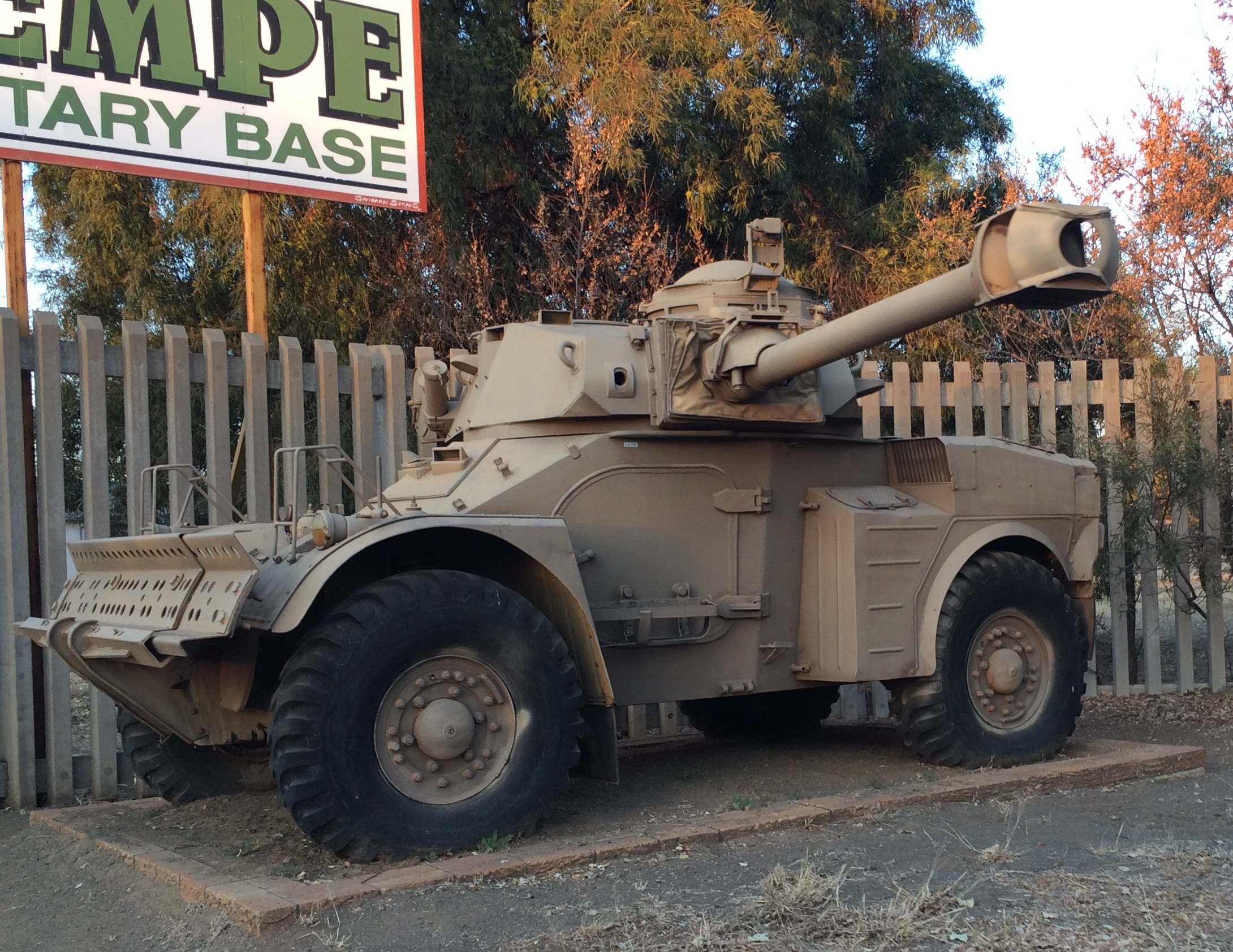
Південноафриканська броньована розвідувальна машина Eland-90.

У південноафриканській армії є лише один спеціалізований бронетанковий розвідувальний полк, полк легкої коні, і він вважається бронеавтомобільним підрозділом. Полк, який сягає своїм корінням у британську південноафриканську легку коню, спочатку був оснащений розвідувальними автомобілями Ferret. Відповідно до агресивного характеру південноафриканської розвідувальної доктрини, легкоозброєний Ferret був замінений спочатку Eland Mk7, а після 1991 року Rooikat, які були більш важкими транспортними засобами, оснащеними гарматами великого калібру.
1. Легкий кінний полк

### Об'єднане Королівство
У британській армії бронетанкові розвідувальні підрозділи здійснюють «формаційну розвідку» для формувань вищого рівня. У британській армії ці розвідувальні полки, як правило, здійснюють розвідку для дивізії чи важкої бригади. Під час широкомасштабної оборонної операції вони затримували атакуючі сили, водночас прикриваючи важчі підрозділи, коли вони рухалися до бою з ворогом. Зараз полки майже повністю укомплектовані машинами сімейства бойових розвідувальних (гусеничних) — CVR(T). Деякі з бронетанкових полків британської армії відомі як бойові розвідники замість бронетанкових.
Формування розвідувальних полків у британській армії
- Господарський кавалерійський полк
  - Лейб-гвардія

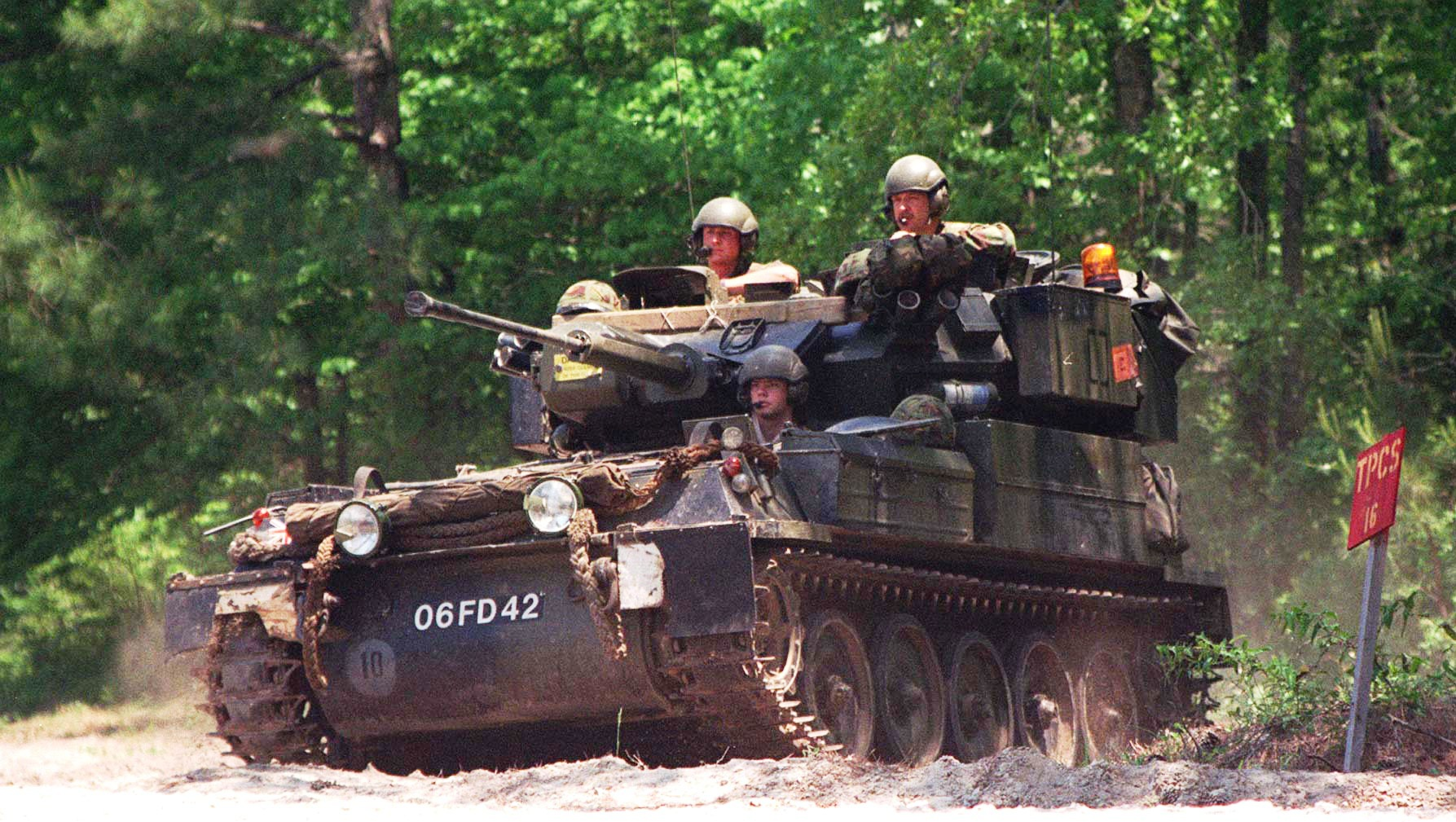
Один з британських варіантів CVR(T) — FV107 Scimitar

  - The Blues and Royals (Королівська кінна гвардія та 1-й драгун)
- Королівський бронетанковий корпус
  - 1-а драгунська гвардія королеви
  - Королівські улани (власний королеви Єлизавети)
  - Легкі драгуни
- Армійський резерв (колишня територіальна армія)
  - Королівський Йоманрі
  - Йоманрі королеви
  - Шотландський і північноірландський Йоманрі

### Сполучені Штати
- Армія США

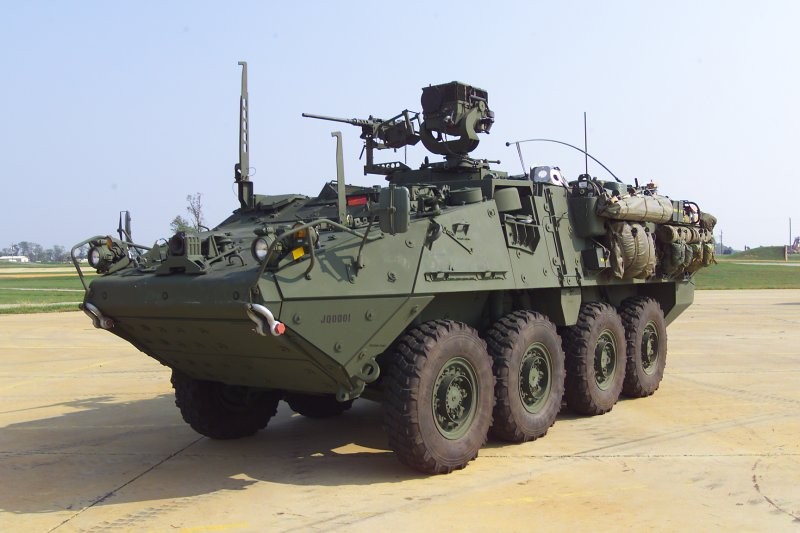
Розвідувальна машина M1127

Кожна бригадна бойова група (BCT) (існує кілька бригад бойової підтримки та підтримки бойової служби, які можуть мати або не мати таких засобів) в армії має органічну розвідувальну ескадрилью. Кожна бойова група важкої бригади має ескадрилью бронетанкової розвідки у складі трьох розвідників і одного безпілотного літального апарата. Розвідники мають два розвідувальні взводи з п'ятьма БМВ M1114 HMMWV і трьома бойовими машинами M3 Cavalry Fighting Vehicle (варіант бойової машини M2 Bradley Fighting Vehicle). BCT Stryker включає розвідувальну ескадрилью на базі машини Stryker. В армії США налічується більше 30 кавалерійських розвідувальних ескадрилій. неповний список:
1. Кавалерійські полки США Кавалерія (Сполучені Штати)
2. Кавалерійський розвідник — посада спеціаліста армії США

- Корпус морської піхоти

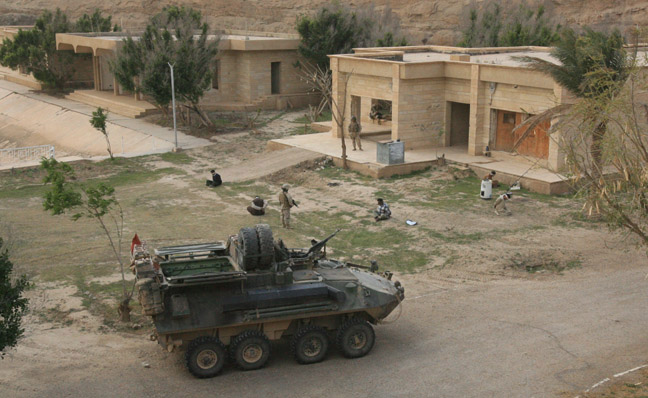
Рота D, 3-й LAR Bn патрулює на північ від Фаллуджі у квітні 2006 року

Батальйони легкої броньованої розвідки Корпусу морської піхоти США (LAR) використовують LAV-25, колісну машину-амфібію 8×8.
Регулярні
1. 1-й легкий бронетанковий розвідувальний батальйон — 1-а дивізія морської піхоти
2. 2-й легкий бронетанковий розвідувальний батальйон — 2-а дивізія морської піхоти
3. 3-й легкий бронетанковий розвідувальний батальйон — 1-а дивізія морської піхоти

Резерв
1. 4-й легкий бронетанковий розвідувальний батальйон — 4-та дивізія морської піхоти (резервіс)